# Paul Winter
Paul Winter (Altoona, 1939. augusztus 31. –) amerikai szaxofonos, zeneszerző, zenekarvezető. A világzene egyik úttörője. Dallamait átszövik a klasszikus-, a dzsessz- és a világzene hangjai.

## Pályakép
Winter hatéves korától tanult zongorázni, majd váltott az altszaxofonra, aztán tenor-, aztán szopránszaxofonra). A chicagói Northwestern Egyetemen tanult. Első zenekarával 1961-ben megnyert egy egyetemi versenyt, és lemezszerződést kapott John Hammond zsűritagtól. Rövid ideig Paul Desmondot is helyettesítette Dave Brubeck kvartettjében.
Winter nagyon korán érdeklődni kezdett a bossa nova számára kínált lehetőségei iránt is.
1962-ben az Egyesült Államok külügyminisztériumának szextettjével 23 országban turnézott Dél- és Közép-Amerikában. Ugyanebben az évben az ő zenekara lett az első dzsesszegyüttes, amely fellépett a Fehér Házban. Ennek lemeze, a Jazz Premiere: Washington című albumon jelent meg.
Winter szextettje 1967-ben − nagyon korán − megközelítette a világzenét, beleépítve  játékba a dél-amerikai, afrikai és ázsiai zenei hagyományokat.
Az Apollo-15 űrhajósai 1971-ben egy kazettán magukkal vitték a „Road” című Winter-albumot a Holdra tett utazásukra.
Az 1970-es évek vége óta Winter számos lemezt rögzített, amelyeken  dzsesszimprovizációkat és a természeti hangokat ötvözték. A felvételek egy része valós idejű körülmények között készült a természetben, (például a Grand Canyonban, és korábban rögzített bálnák, farkasok, sasok hangjait).
Winter kompozíciói az etno-jazz és a popzene szintézisét képviselik.

## Lemezválogatás
- Miho: Journey to the Mountain (2010)
- Crestone (2007)
- Journey With the Sun (2000)
- Canyon Lullaby (1997)
- Prayer for the Wild Things (1994)
- Solstice Live! (1993)
- Earth: Voices of a Planet (1990)
- Earthbeat (1987)
- Winter Song (1986)
- Canyon (1985)
- Sun Singer (1983)
- Missa Gaia/Earth Mass (1982)
- Callings (1980)
- Common Ground (1978)
- Icarus (1972)
- Rio, km.: Luiz Bonfá, Roberto Menescal, Luiz Eça (1965)
- Jazz Meets the Bossa Nova (1962)

## Filmek
- Paul Winter az IMDb-n

## Díjak
- Paul Winter 1993 és 2010 között hatszor nyert Grammy-díjat − 13 jelölése mellett.
- Winter megkapta a Global 500 díjat az Egyesült Nemzetek Szervezetétől,
- a Joseph Wood Krutch Medalt az United States Humane Society-tól,
- a Peace Abbey Courage of Conscience díját,
- a Spirit of the City díját,
- a Hartford University tiszteletbeli zenei doktori címét,
- a James Parks Morton Interfaith Award-ot.